# Akira Kubo
Akira Kubo (jap. 久保 明, Kubo Akira, wirklicher Name: Yasuyoshi Yamauchi (山内 康儀); * 1. Dezember 1936 in Tokio) ist ein japanischer Schauspieler, der in zahlreichen japanischen Kaijūfilmen der japanischen Produktionsfirma Tōhō mitgespielt hat.

## Karriere
Akira Kubo begann seine Karriere als Schauspieler 1952. Bereits als Elfjähriger hatte er aber kleinere Rollen übernommen. Bekannt wurde er durch seine Rollen in drei Godzilla-Filmen. Er spielte den Journalisten Tetsuo Teri in Befehl aus dem Dunkel (1965), Gorō Maki in Frankensteins Monster jagen Godzillas Sohn (1967) und Captain Kazuo Yamabe in Frankenstein und die Monster aus dem All (1968).

## Filmografie (Auswahl)
- 1957: Das Schloss im Spinnwebwald (Kumonosu-jô)
- 1960: Banzai Banzai – die Piloten des Teufels (Hawai Middowei daikaikûsen: Taiheiyô no arashi)
- 1962: Ufos zerstören die Erde (Yôsei Gorasu)
- 1965: Befehl aus dem Dunkel (Kaijû daisensô)
- 1967: Frankensteins Monster jagen Godzillas Sohn (Kaijûtô no kessen: Gojira no musuko)
- 1968: Frankenstein und die Monster aus dem All (Kaijû sôshingeki)
- 1969: Port Arthur – Die Schlacht im Chinesischen Meer (Nihonkai daikaisen)
- 1970: Monster des Grauens greifen an (Gezora, Ganime, Kameba: Kessen! Nankai no daikaijû)
- 1988: Die Steuerfahnderin schlägt wieder zu (Marusa no onna 2)
- 1995: Gamera – Guardian of the Universe (Gamera daikaijû kuchu kessen)